# Pala delle Convertite
Pour les articles homonymes, voir Trinité.
La Pala delle Convertite ou La sainte Trinité est une peinture religieuse (215 × 192 cm) de Sandro Botticelli, datant de 1491 - 1493 environ, conservé à l'Institut Courtauld à Londres.

## Historique
La retable a été commandé par l'Arte dei Medici e Speziali pour l'église Santa Elisabetta delle Convertite (it) de la via Serragli à Florence. Le couvent accueillait des prostituées repentantes puis converties à la foi catholique d'où le nom attribué au tableau. Le retable est dédié à Marie-Madeleine, figure de référence.
L'œuvre est citée par de nombreuses sources du XVIe siècle comme le libro di Antonio Billi, l'Anonimo Gaddiano, Vasari et Vincenzo Borghini. Néanmoins toutes ces sources ne décrivant pas la composition, Gamba émit l'hypothèse que le retable original soit celui appelé Retable de Saint-Ambroise de la Galerie des Offices ; hypothèse rejetée par Yashiro à cause de l'absence de saints liés à l'église du lieu d'exposition, mis à part une Marie-Madeleine et les  saints Côme et Damien protecteurs de l'Arte dei Medici e Speziali.
À la suite des « suppressions » de 1808, le patrimoine de l'institution religieuse a été dispersé. Le retable a été séparé des panneaux de la prédelle qui se trouvent aujourd'hui au Philadelphia Museum of Art depuis 1947.

## Thème
Le thème invoqué est celui de la  Sainte Trinité qui, dans le christianisme, est le Dieu unique en trois hypostases, Dieu le père, son fils Jésus et le Saint-Esprit, égales et participant d'une même essence (consubstantialité ou homoousia).

## Description

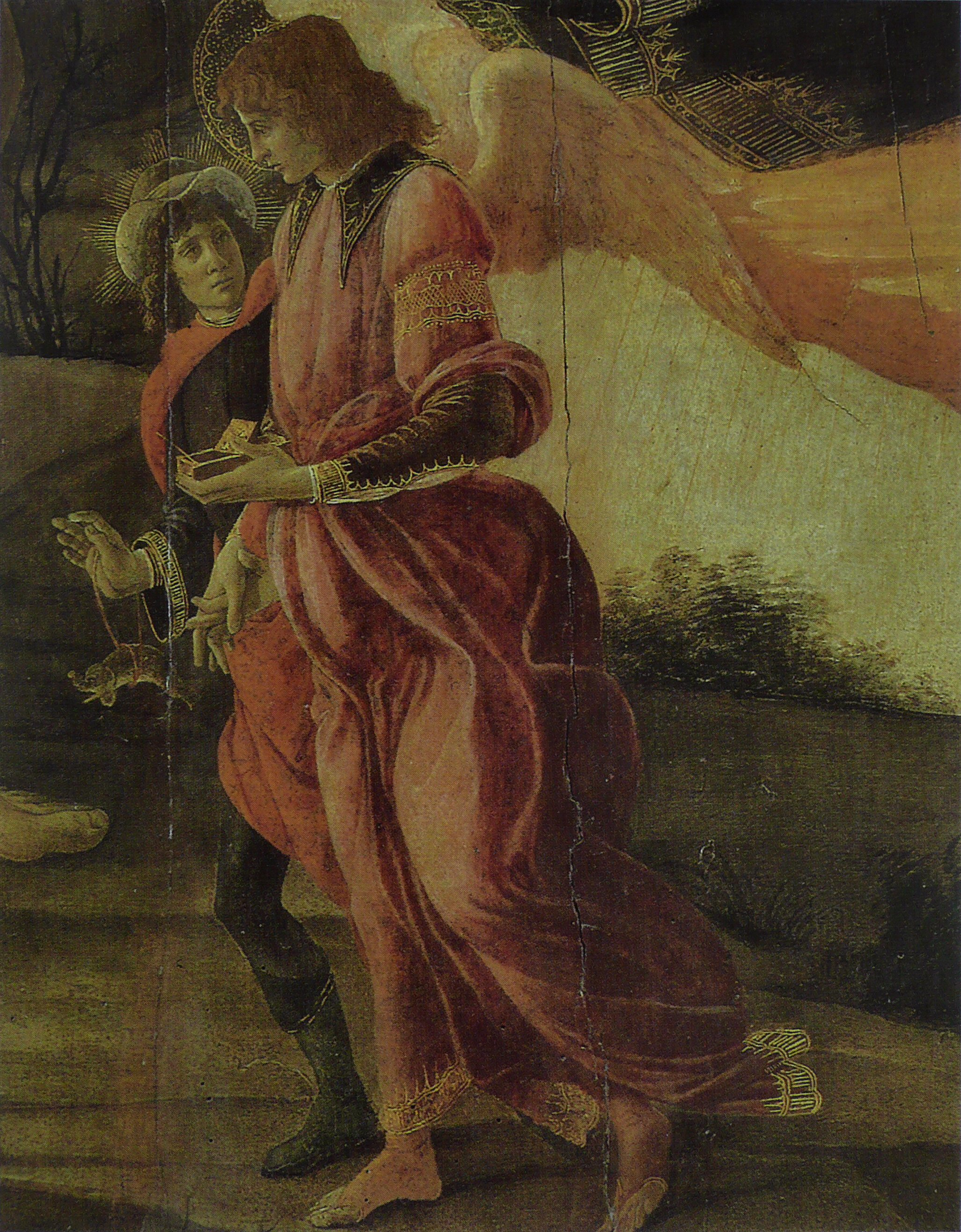
L'Archange Raphaël et Tobie, détail

Le retable représente une  Trinité verticale, dite « Trône de grâce » soit le Christ en Croix, Dieu le Père et la colombe du Saint-Esprit alignés verticalement  ici dans une mandorle de séraphins.
La composition se situe sur un fond composé d'un ciel encadré de chaque côté par des éperons rocheux devant lesquels prend place, à gauche, une Marie-Madeleine  usée par les jeûnes et l'abstinence de ses pénitences, avec de très longs cheveux hirsutes et poisseux qui l'enveloppent presque entièrement ; elle  dégage une intense expression de prière et saint Jean le Baptise, à droite, protecteur de Florence, portant son bâton croisé, montre, comme de coutume, le centre de la scène.
En bas de la composition, en dimensions réduites et inhabituelles se trouve l'archange Raphaël accompagnant  Tobie, qui tient à la main le traditionnel poisson que l'ange lui a fait pêcher afin de sauver son père malade Tobias. L'archange est invoqué comme saint protecteur de l'arte dei Medici e degli Speziali.

## Analyse
La figure de Marie-Madeleine  usée par ses pénitences avec très longs cheveux qui l'enveloppent presque entièrement, rappelle les représentations sculptées produites durant la même époque : la Madeleine pénitente de Donatello (1453-1455) et celle de Desiderio da Settignano (1455 environ). Le style de Botticelli se rapproche plutôt à la seconde composition par une meilleure tenue un peu rhétorique et un son goût plus idéalisé.
Les expressions pathétiques et les caractères des personnages sont une nouveauté pour Botticelli qui a du s'adapter au nouveau climat spirituel à Florence instauré par Savonarole. Botticelli abandonne ses inspirations allégorique et mythologique (qui avait eu tant de succès auprès de la cour des Médicis), en faveur des peintures sacrées.
Les gestes forcés et les poses renvoient à la dernière phase de l'artiste à la recherche de formes réalistes et des expressions extrêmes, soulignés par le recours aux couleurs  fortes et contrastées qui semblent anticiper les thèmes du XVIe siècle.
Dans cette évolution de style, désormais très éloignée de la délicate harmonie des premières œuvres de Botticelli, on devine l'influence des sermons du moine  Savonarole, qui provoqua une crise mystique et religieuse à Florence qui incita Botticelli à abandonner les thèmes profanes, mythologiques et allégoriques, son style témoignant d'une inquiétude intime dans l'environnement artistique de l'époque.

### Panneaux de la prédelle
La prédelle du retable dédiée aux Histoires de Marie-Madeleine  a été découpé en plusieurs parties à l'époque de sa dispersion au XIXe siècle.
Les différents éléments, peints en  tempera, sont tous conservés au Philadelphia Museum of Art, collection John G. Johnson (Cat. 44, 45, 47) :
- Maddalena che ascolta la predica di Cristo (it), 20 × 43,8 cm, Marie-Madeleine écoutant le prêche de Jésus.
- Festa in casa di Simone (it), 19,8 × 43,7 cm, Le banquet dans la maison de Simon.
- Noli me tangere (Botticelli), 19,7 × 44 cm, « Ne me touche pas ! »
- Comunione e assunzione della Maddalena (it), 18,3 × 43,8 cm, les derniers moments de Marie-Madeleine.

## Panneaux de la prédelle de la Pala delle Convertite

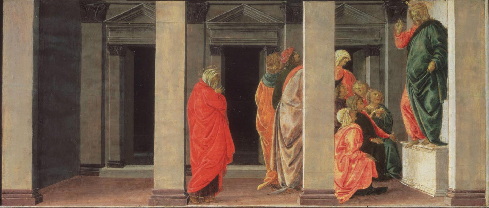
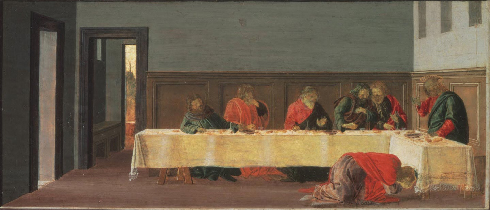
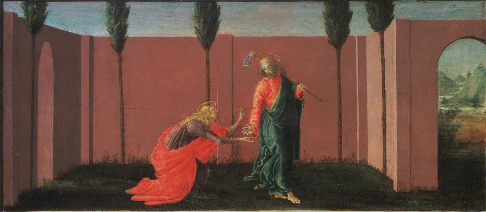
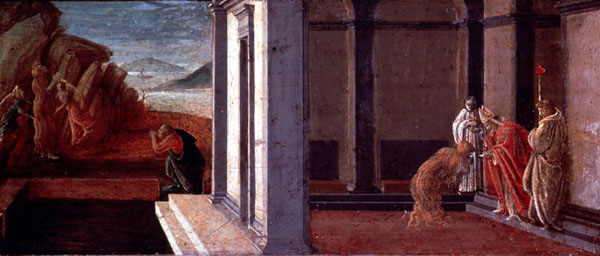